# Alkanna sieheana
Alkanna sieheana är en strävbladig växtart som beskrevs av Karl Heinz Rechinger. Alkanna sieheana ingår i släktet Alkanna och familjen strävbladiga växter. Inga underarter finns listade i Catalogue of Life.